# Шурыгин, Павел Фёдорович
Павел Фёдорович Шурыгин (1888 — ?) — советский государственный деятель, председатель Алма-Атинского горисполкома (1929—1931).
Родился в с. Хреновое Хреновского уезда Воронежской губернии. Там же окончил коннозаводское начальное училище (1900). Член РКП(б) с 1921 г. (исключен в июне 1938 г., восстановлен в апреле 1940 г .).
Послужной список:
- 1900—1918 ученик столяра, столяр, посыльный, ученик писца и волостного писаря (с. Хреновое), переписчик, счетовод дистанции и управления пути (станции Хреновая, Старый Оскол, Острогожск, г. Воронеж).
- 1918-1921 заведующий конторой ремонтного поезда № 17, счетовод, с 1920 г. комиссар дистанции пути (станции Хреновая, Волуйки, Острогожск Юго-Восточной железной дороги).
- 1921—1922 уполномоченный Лисненского участкового комитета профсоюза железнодорожников (станция Хреновая).
- 1922—1925 председатель Хреновского волисполкома, заместитель председателя Бобровского и Острогожского уездных исполкомов (Воронежская губерния).
- 1925—1928 заместитель председателя Воронежского горисполкома, заведующий Воронежским городским отделом коммунального хозяйства.
- 1928—1929 председатель Елецкого горисполкома.
- 1929—1931 председатель Алма-Атинского горисполкома.
- с сентября 1930 по май 1932 г. заместитель наркома труда КазАССР.
- с 1 июля 1932 по 25 июля 1933 директор Риддерского полиметаллического комбината.
- 1933—1938 заместитель председателя Восточно-Казахстанского облисполкома (Семипалатинск).

Арестован в июне 1938 г., освобожден в связи с прекращением дела в апреле 1940 г.
Делегат VI Всесоюзного съезда Советов (1929). Член КазЦИК (1930) .